# Tipsligan 2010
Tipsligan 2010 bestod av 14 lag och Helsingin Jalkapalloklubi (HJK) från Helsingfors blev finländska mästare för 23:e gången. Serien spelades 16 april-23 oktober 2010.

## Lag
RoPS slutade sist i 2009 års serie och flyttades ner till Ettan. Deras plats togs av Uleåborgs-laget AC Oulu, vinnare av Ettan 2009. 13:e-placerade laget i Tipsligan, JJK, mötte Ettans serietvåa KPV hemma och borta för en kamp om den sista ligaplatsen. JJK vann med totalt 5–3 och behöll sin plats.

## Lagfakta
| Klubb          | Ort          | Hemmaplan                    | Publikkapacitet | Tränare                         | Ställtillverkare |
| -------------- | ------------ | ---------------------------- | --------------- | ------------------------------- | ---------------- |
| AC Oulu        | Uleåborg     | Castrén                      | 4 000           | Juha Malinen                    | Umbro            |
| FC Honka       | Esbo         | Hagalunds idrottspark        | 4 500           | Mika Lehkosuo                   | Kappa            |
| FC Inter       | Åbo          | Veritas Stadion              | 10 000          | Job Dragtsma                    | Nike             |
| FC Lahti       | Lahtis       | Lahtis stadion               | 15 000          | Ilkka Mäkelä                    | Umbro            |
| FF Jaro        | Jakobstad    | Jakobstads centralplan       | 5 000           | / Aleksej Borisovitj Jerjomenko | Errea            |
| FC Haka        | Valkeakoski  | Tehtaan kenttä               | 3 516           | Sami Ristilä                    | Umbro            |
| HJK            | Helsingfors  | Sonera Stadium               | 10 770          | Antti Muurinen                  | Adidas           |
| IFK Mariehamn  | Mariehamn    | Wiklöf Holding Arena         | 4 000           | Pekka Lyyski                    | Puma             |
| JJK            | Jyväskylä    | Harju stadion                | 3 000           | Kari Martonen                   | Legea            |
| KuPS           | Kuopio       | Kuopio centralplan           | 5 000           | Esa Pekonen                     | Puma             |
| MyPa           | Anjalankoski | Saviniemen jalkapallostadion | 4 167           | Janne Lindberg                  | Puma             |
| Tampere United | Tammerfors   | Ratina Stadion               | 17 000          | Ari Hjelm                       | Puma             |
| TPS            | Åbo          | Veritas Stadion              | 10 000          | Marko Rajamäki                  | Puma             |
| VPS            | Vasa         | Sandvikens fotbollsstadion   | 4 600           | Tommi Pikkarainen               | Umbro            |

## Tabell
| Nr | Lag                        | S  | V  | O  | F  | GM | IM | MS  | P  |
| -- | -------------------------- | -- | -- | -- | -- | -- | -- | --- | -- |
| 1  | HJK Helsingfors            | 26 | 15 | 7  | 4  | 43 | 19 | +24 | 52 |
| 2  | Kuopion Palloseura         | 26 | 15 | 3  | 8  | 45 | 36 | +9  | 48 |
| 3  | Turun Palloseura           | 26 | 13 | 6  | 7  | 46 | 30 | +16 | 45 |
| 4  | Honka                      | 26 | 12 | 5  | 9  | 42 | 34 | +8  | 41 |
| 5  | Jaro                       | 26 | 11 | 5  | 10 | 42 | 34 | +8  | 38 |
| 6  | Inter Åbo                  | 26 | 10 | 7  | 9  | 34 | 32 | +2  | 37 |
| 7  | Tampere United             | 26 | 10 | 4  | 12 | 37 | 46 | −9  | 34 |
| 8  | Haka                       | 26 | 9  | 6  | 11 | 30 | 38 | −8  | 33 |
| 9  | Myllykosken Pallo          | 26 | 7  | 11 | 8  | 36 | 39 | −3  | 32 |
| 10 | Vaasan Palloseura          | 26 | 8  | 7  | 11 | 29 | 40 | −11 | 31 |
| 11 | Oulu                       | 26 | 8  | 6  | 12 | 31 | 44 | −13 | 30 |
| 12 | IFK Mariehamn              | 26 | 7  | 7  | 12 | 38 | 43 | −5  | 28 |
| 13 | Jyväskylän Jalkapalloklubi | 26 | 8  | 3  | 15 | 34 | 41 | −7  | 27 |
| 14 | Lahti                      | 26 | 5  | 11 | 10 | 26 | 37 | −11 | 26 |

### Nedflyttningskval
13:e-placerade laget i Ettan, JJK, och seriens tvåa KPV möttes hemma och borta för en kamp om platsen i 2011 års serie  JJK vann med 5-3 och stannade kvar i Tipsligan.
|            | 27 oktober 2010 | FC Viikingit | 1 – 1 | JJK                | Nordsjö idrottsplan, Helsingfors |               |
| 18:30 EEST | 18:30 EEST      | Sesay 87′    |       | Mikko Hyyrynen 62′ | Publik: 3 172                    | Publik: 3 172 |
| 18:30 EEST | 18:30 EEST      |              |       |                    | Publik: 3 172                    | Publik: 3 172 |
| 18:30 EEST | 18:30 EEST      |              |       |                    | Publik: 3 172                    | Publik: 3 172 |

|            | 30 oktober 2010 | JJK                                       | 2 – 0 | FC Viikingit | Harju stadion, Jyväskylä |               |
| 14:00 EEST | 14:00 EEST      | Jukka-Pekka Tuomanen 9′ Lasse Linjala 31′ |       |              | Publik: 3 232            | Publik: 3 232 |
| 14:00 EEST | 14:00 EEST      |                                           |       |              | Publik: 3 232            | Publik: 3 232 |
| 14:00 EEST | 14:00 EEST      |                                           |       |              | Publik: 3 232            | Publik: 3 232 |

## Statistik
| Källa: veikkausliiga.com (finska) 16 mål - Juho Mäkelä (HJK) 12 mål - Roope Riski (TPS) 11 mål - Henri Lehtonen (FC Inter) 10 mål - Tamás Gruborovics (IFK Mariehamn) - Jonatan Johansson (TPS) 9 mål - Tommi Kari (JJK) - Jami Puustinen (FC Honka) - Maxim Votinov (MyPa) 8 mål - Dudu (KuPS) - Frank Jonke (AC Oulu) - Papa Niang (FF Jaro) - Mikko Paatelainen (IFK Mariehamn) | Källa: veikkausliiga.com (finska) 8 assist - Aleksej Aleksejevitj Jerjomenko (FF Jaro) 7 assist - Miikka Ilo (KuPS) - Tomi Petrescu (TamU) 6 assist - Sasha Anttilainen (IFK Mariehamn) - Jonne Hjelm (TamU) - Antti Hynynen (KuPS) - Tommi Kari (JJK) - Mika Lahtinen (JJK) - Mikko Manninen (TPS) - Maxim Votinov (MyPa) 5 assist - Dema (HJK) - Papa Niang (FF Jaro) - Mika Nurmela (AC Oulu) - Sebastian Strandvall (IFK Mariehamn) |

### Publikligan
| Lag                        | Publiksnitt |
| -------------------------- | ----------- |
| TPS, Åbo                   | 3 658       |
| HJK, Helsingfors           | 3 544       |
| JJK, Jyväskylä             | 2 922       |
| KuPS, Kuopio               | 2 628       |
| FC Lahti, Lahtis           | 2 405       |
| FC Honka, Esbo             | 2 265       |
| VPS, Vasa                  | 2 132       |
| AC Oulu, Uleåborg          | 1 991       |
| FF Jaro, Jakobstad         | 1 904       |
| FC Inter, Åbo              | 1 853       |
| Tampere United, Tammerfors | 1 775       |
| FC Haka, Valkeakoski       | 1 449       |
| IFK Mariehamn, Mariehamn   | 1 444       |
| MyPa, Anjalankoski         | 1 172       |

## Månadsutmärkelser
| Månad     | Månadens tränare                          | Månadens spelare                  |
| --------- | ----------------------------------------- | --------------------------------- |
| April     | Kari Martonen (JJK)                       | Janne Korhonen (FC Haka)          |
| Maj       | Esa Pekonen (KuPS)                        | Miikka Ilo (KuPS)                 |
| Juni      | Job Dragtsma (FC Inter)                   | Henri Lehtonen (FC Inter)         |
| Juli      | Pekka Lyyski (IFK Mariehamn)              | Tamás Gruborovics (IFK Mariehamn) |
| Augusti   | Marko Rajamäki (TPS)                      | Roope Riski (TPS)                 |
| September | / Aleksej Borisovitj Jerjomenko (FF Jaro) | Toni Kolehmainen (TPS)            |
| Oktober   | Sami Ristilä (FC Haka)                    | Dudu (KuPS)                       |

## Årets spelare
Source: veikkausliiga.com (finska)
| Position    | Spelare                |
| ----------- | ---------------------- |
| Målvakt     | Jukka Lehtovaara (TPS) |
| Back        | Juhani Ojala (HJK)     |
| Mittfältare | Miikka Ilo (KuPS)      |
| Anfallare   | Juho Mäkelä (HJK)      |
| Spelare     | Medo (HJK)             |

### Fotnoter
1. ↑  Liigakarsinta ensi keskiviikkona ja lauantaina Arkiverad 27 juli 2012 hämtat från the Wayback Machine. (finska)
2. ↑  Veikkausliigan huhtikuun joukkue nimetty Arkiverad 1 maj 2010 hämtat från the Wayback Machine. (finska)
3. ↑  Interin Henri Lehtosesta Veikkausliigan kesäkuun pelaaja Arkiverad 14 juni 2012 hämtat från the Wayback Machine. (finska)
4. ↑  Tamás Gruborovics Veikkausliigan heinäkuun pelaaja Arkiverad 20 september 2011 hämtat från the Wayback Machine. (finska)
5. ↑  TPS:n Roope Riski Veikkausliigan elokuun pelaaja (finska)
6. ↑  Veikkausliigan syyskuun joukkue nimetty Arkiverad 20 september 2011 hämtat från the Wayback Machine. (finska)
7. ↑  KuPSin Dudu Veikkausliigan lokakuun pelaaja Arkiverad 27 juli 2012 hämtat från the Wayback Machine. (finska)